# Eumelea unipuncta
Eumelea unipuncta là một loài bướm đêm trong họ Geometridae.